# グレミオ・オザスコ・アウダックス
グレミオ・オザスコ・アウダックス (ポルトガル語: Grêmio Osasco Audax) 、通称アウダックス (Audax) は、ブラジル・サンパウロ州オザスコを本拠地とするサッカークラブである。

## 歴史
1985年に7歳から14歳までの子供たちにスポーツ（陸上競技）する機会を与えるという社会的な事業の一環として設立されたことに始まる。
2003年には、14歳から17歳までの子供たちに、最もブラジルで盛んなスポーツであるサッカーをする機会を与えるという、またも社会的な事業の一環として、コンプレ・ベン・サッカー杯 (U15-17) を行う。参加者7万人の中から72人が選ばれ、ポン・ジ・アスーカルEC (Pão de Açúcar Esporte Clube) のU15-17を形成。
2004年から、カンピオナート・パウリスタ U15-17に参戦。当時のクラブ名はポン・ジ・アスーカル・エスポルテ・クルーベ (Pão de Açúcar Esporte Clube) で、頭文字をとってPAECと呼ばれていた。
2007年からプロのサッカークラブへ移行した。2011年7月にクラブ名をアウダックス・サンパウロEC (Audax São Paulo Esporte Clube) へ改名。
2013年にカンピオナート・パウリスタ・セリエA1へ昇格。
2013年9月22日、バンコ・ブラデスコの社長及びグレミオ・エスポルチーヴォ・オザスコの副社長を務めるマリオ・テイシェイラが、チームを買い取りオザスコへ移転。チーム名も現在のグレミオ・オザスコ・アウダックス (Grêmio Osasco Audax) へ変更された。

## タイトル

### 国内タイトル
- カンピオナート・パウリスタ・セグンダ・ジヴィソン (4部) : 1回
  - 2008

### 国際タイトル
なし

## 歴代監督
- 呂比須ワグナー 2010
- アントニオ・カルロス 2012

## 歴代所属選手
- ブルーノ・ペレス 2010-2012
- ジウシーニョ 2015-2015.8
- ブルーノ・ギマランイス 2015-2017
- アルトゥール・フェイトーザ 2017.6-2017.12
- ラフィーニャ 2017-